# Ректор (Арканзас)
Ректор (англ. Rector) — місто (англ. city) в США, в окрузі Клей штату Арканзас. Населення — 1862 особи (2020).

## Географія
Ректор розташований за координатами 36°15′52″ пн. ш. 90°17′35″ зх. д. / 36.26444° пн. ш. 90.29306° зх. д. (36.264476, -90.293093).  За даними Бюро перепису населення США в 2010 році місто мало площу 3,48 км², уся площа — суходіл.

## Демографія
Згідно з переписом 2010 року, у місті мешкало 1977 осіб у 851 домогосподарстві у складі 558 родин. Густота населення становила 568 осіб/км².  Було 975 помешкань (280/км²). 
Расовий склад населення:
| - 97,2 % — білих - 0,3 % — корінних американців - 0,2 % — чорних або афроамериканців - 0,1 % — азіатів - 1,0 % — осіб інших рас |

До двох чи більше рас належало 1,2 %. Іспаномовні складали 2,2 % від усіх жителів.
За віковим діапазоном населення розподілялося таким чином: 25,1 % — особи молодші 18 років, 55,2 % — особи у віці 18—64 років, 19,7 % — особи у віці 65 років та старші. Медіана віку мешканця становила 40,0 року. На 100 осіб жіночої статі у місті припадало 83,6 чоловіків;  на 100 жінок у віці від 18 років та старших — 79,7 чоловіків також старших 18 років.
Середній дохід на одне домашнє господарство  становив 49 456 доларів США (медіана — 33 156), а середній дохід на одну сім'ю — 63 289 доларів (медіана — 43 795). Медіана доходів становила 30 905 доларів для чоловіків та 24 844 долари для жінок. За межею бідності перебувало 30,0 % осіб, у тому числі 44,0 % дітей у віці до 18 років та 12,8 % осіб у віці 65 років та старших.
Цивільне працевлаштоване населення становило 637 осіб. Основні галузі зайнятості: виробництво — 21,5 %, роздрібна торгівля — 17,4 %, освіта, охорона здоров'я та соціальна допомога — 16,2 %.